# Néocarzinostatine
Neocarzinostatine (NCS) est une macromolécule chromoprotéine énédiynique, un antibiotique antitumoral sécrété par Streptomyces macromomyceticus.
Elle se compose de deux parties : un chromophore labile (l'entité moléculaire non protéique illustrée à droite) et une protéine de 113 acides aminés, à laquelle le chromophore est étroitement et non covalemment lié avec une grande affinité (Kd ~ 10−10 M). La composante non protéique est un agent très puissant provoquant des dommages à l'ADN ; cependant, elle est extrêmement instable, et le rôle de la protéine est de la protéger et de la libérer vers l'ADN cible. L'ouverture de l'époxyde dans des conditions réductrices présentes dans les cellules crée des conditions favorables à une cyclisation de Bergman, conduisant à la formation d'un benzyne, suivie d'une coupure de la chaîne d'ADN. Un autre membre important du groupe des chromoprotéines parmi les produit naturels est la kedarcidine.
En médecine, elle figure parmi les plus puissantes molécules, et elle a été utilisée cliniquement uniquement au Japon contre le cancer du foie[pas clair].

## Biosynthèse du chromophore de la NCS

Schéma de la synthèse séquentielle du chromophore de la NCS

La biosynthèse de la néocarzinostatine repose sur la convergence de l'activité d'un cluster de gènes, qui inclut deux polycétides synthases (PKS) de type I itératif distinctes ainsi que des voies de biosynthèse de désoxyose. Le premier gène PKS de type I, NcsE, code pour le motif énédiynique. Le second gène PKS de type I, NcsB, code pour le motif acide naphtoïque. De plus, un groupe de gènes NcsC est responsable du codage des enzymes impliquées dans la synthèse du motif désoxyaminosucré du chromophore de la NCS. La biosynthèse se divise en trois étapes préliminaires, suivies d'une convergence finale des trois motifs :
1. Synthèse du motif désoxyaminosucré : Cette partie est réalisée par des enzymes codées par un groupe de sept gènes nommés NcsC à Ncs6. Étant donné que ces enzymes présentent des similarités avec les synthases de dNDP-D-mannose, il est proposé que la synthèse commence à partir du mannose-1-phosphate D. Comme le groupe hydroxyle (-OH) en C-2 est finalement éliminé, la possibilité d'un départ depuis le glucose-1-phosphate D ne peut être exclue. Cependant, des études supplémentaires indiquent que le mannose-1-phosphate D est un point de départ plus probable.
2. Synthèse du motif acide naphtoïque : NcsB, NcsB1, NcsB2 et NcsB3 sont des enzymes responsables de la synthèse du motif acide naphtoïque. Contrairement à d'autres produits naturels énédiyniques, les gènes impliqués dans la construction du motif aromatique constituent un système PKS de type I itératif plutôt qu'un système PKS de type II. Le groupe méthyle sur le groupe phénol est ajouté par la SAM.
3. Synthèse du motif énédiynique et assemblage convergent : Le motif énédiynique est synthétisé par 14 enzymes codées par NcsE à NcsE11 ainsi que NcsF1 et NcsF2. NcsE à NcsE11 forment une autre PKS de type I itérative, tandis que NcsF1 et NcsF2 présentent une activité d'époxyde hydrolase.
Finalement, les blocs de construction sont assemblés de manière convergente. La Ncs6 glycosyltransférase catalyse le couplage entre le cœur énédiynique et le dNDP-désoxyaminosucre. Le groupe naphtoyle est attaché au noyau énédiynique par l'enzyme NcsB2 ligase CoA. Une fonctionnalité carbonate supplémentaire est ajoutée, probablement à partir de CO2 (ou de bicarbonate) ; toutefois, il reste à déterminer si cette étape est véritablement enzymatique.